# Cultura castreña

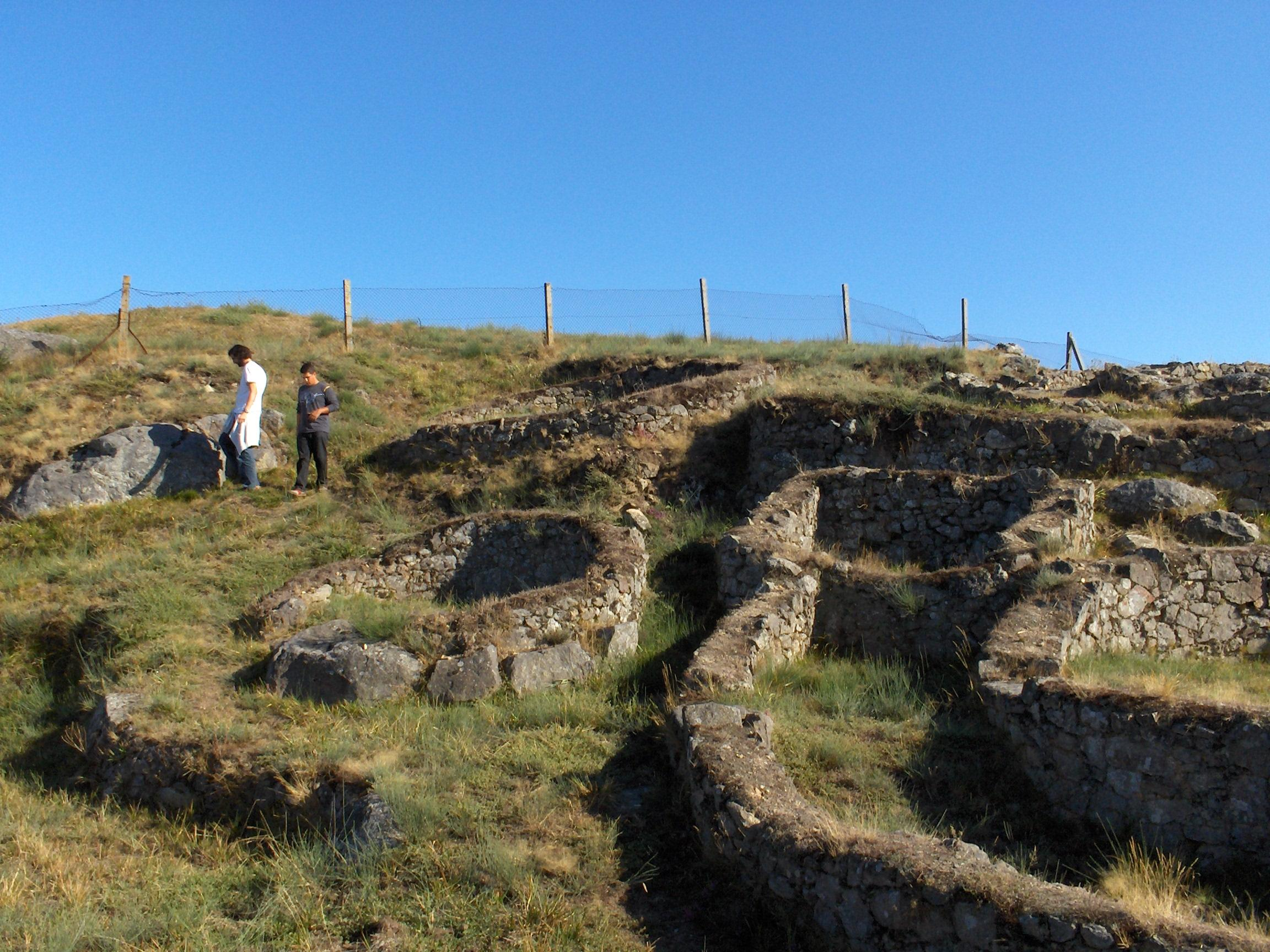
Yacimiento de Castromao, en Celanova (Orense)

La cultura castreña fue una cultura que se desarrolló, desde finales de la Edad del Bronce hasta principios de nuestra era, en el noroeste de la península ibérica, dentro de una zona que abarcaría desde las riberas septentrionales del río Duero hasta el río Navia por el nordeste, abarcando el norte del actual Portugal y Galicia, junto a las zonas central y occidentales del Principado de Asturias, oeste de la provincia de León y la provincia de Zamora, también delimitada al sur por el río Duero.

## Límites
La problemática de los límites estriba en fenómenos de aculturación en el caso de los astures lo que hace que esta visión esté desfasada. En el caso de Asturias los límites de la cultura castreña se han desplazado en la actualidad hasta la zona centro-oriental, donde encontramos castros como el de Noega (Gijón) o Camoca (Villaviciosa) junto a Llagú (Oviedo) cuya fundación parte de al menos el siglo VIII y no presenta diferencias notables con los de la zona occidental de Asturias y Galicia, y por el problema de la definición de la provincia romana de la Gallaecia. Los límites más aceptados son el río Navia por el este y el Duero al sur, área que posteriormente formaría la provincia romana de Gallaecia, desde finales de la Edad del Bronce (siglo IX o VIII a. C.) hasta el siglo I con menciones que podrían identificar castros tardíos durante las razzias de los suevos dirigidos por Hermerico (409-441). Así, en las regiones interiores de Gallaecia, en el año 430 Hidacio dice:

Svevi, svb Hermerico rege, medias partes Gallæciæ deprædantes, per plebem, qvæ castella tvtiora retinebat, acta svorvm partim, partím cæde, partim captivitate, pacem qvam rvperant familarvm qvæ tenebantvr redhibitione restavrant.
Traducción: 
“Los suevos, bajo la dirección de Hermerico,  saquearon la mitad de las tribus de Gallaecia que se organizaban a través de fortalezas (“castros”), asegurando su propia seguridad, retuvieron el control de estas comunidades, confiscando sus posesiones, en parte por sus actos, en parte por la matanza y en parte por el cautiverio, en el que se violaba la paz que construyeron las familias.”

## Historia
Su característica más notable son los poblados fortificados conocidos como castros (de la forma latinizada castrum), de los que toma el nombre, no obstante se desconoce el término original en lengua indígena para definir a los castros.
Se desarrolló durante la Edad del Hierro sobre un fuerte sustrato indígena directamente ligado al periodo del Bronce Final Atlántico (1200-700 a. C.) el cual se vio pronto mezclado con elementos europeos desde esta edad de bronce. A este componente precastreño se sumaron influencias culturales europeas atlánticas, y, en menor medida, mediterráneas.
En el lento período formativo, que duraría hasta el siglo V a. C., se cree que los castros se fueron extendiendo de sur a norte y de la costa hacia el interior por ser los castros meridionales y costeros —no confundir con castro marítimo que hace referencia a la actividad económica y a la situación geográfica como el de Baroña)— los de mayor tamaño y densidad. Esta cultura se desarrolló a continuación durante dos siglos y comenzó a ser influenciada por la cultura romana desde el siglo II a. C., continuando en forma de cultura galaico-romana después de la conquista y hasta los siglos III o incluso IV y con ejemplos de castros tardíos en el siglo V ya en plena ocupación sueva.

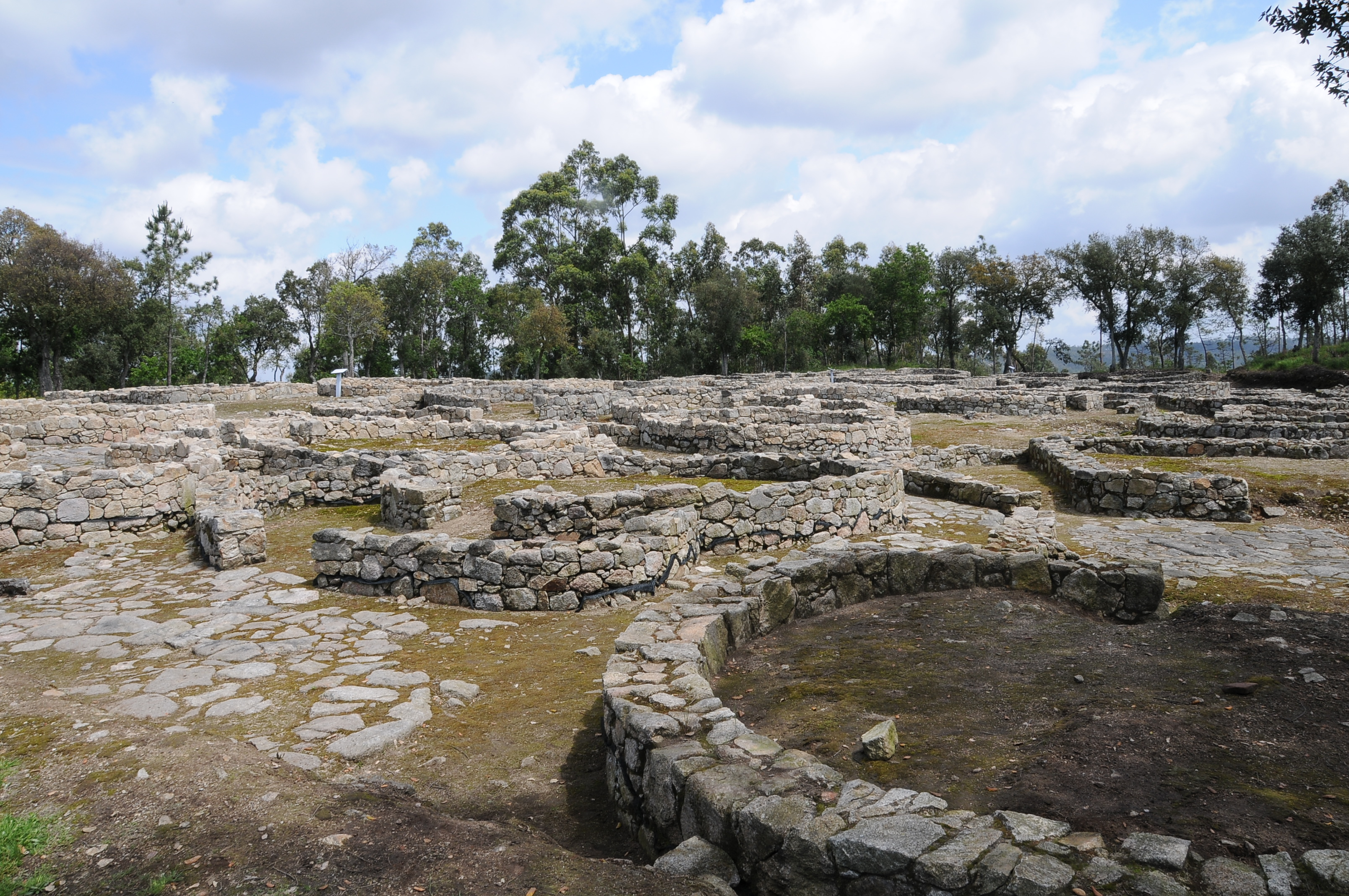
Castro en Terroso da Póvoa (Portugal).

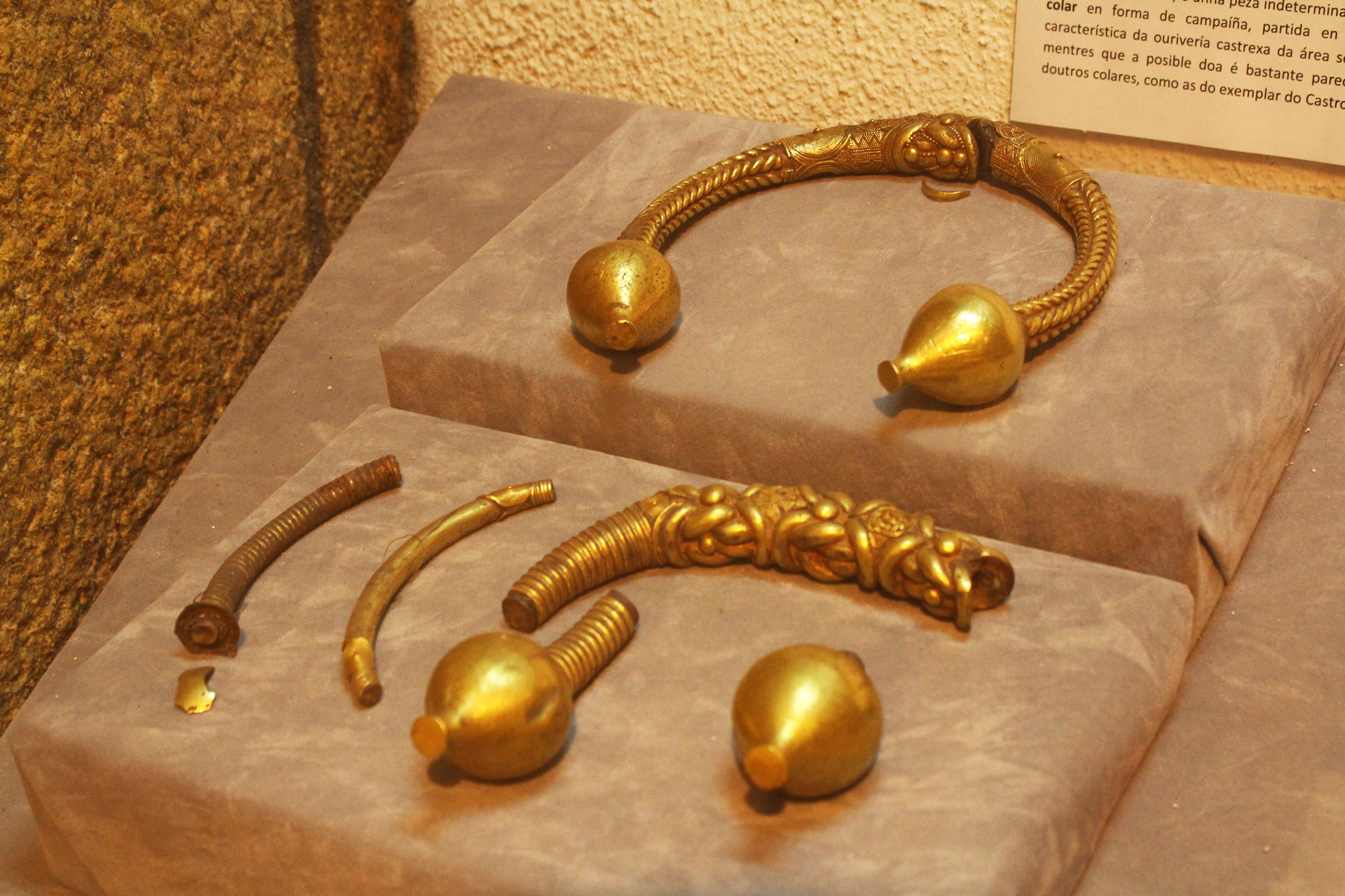
Torques de oro clásicos de la cultura castreña, que indican el poblado, castro o señor al que pertenecía el portador, además de su estatus de ciudadano.

La economía castreña tenía una base agrícola, con cereales como el trigo, el mijo, la avena y la cebada, leguminosas como las habas y los garbanzos, berzas, nabos, etc., y ganadera-pastoril con vacas, caballos, ovejas, cabras y cerdos, pero también se practicaban la caza de ciervo y jabalí, la pesca, con capturas de pescadilla, maragota y jurel, el marisqueo y la recogida de frutos, como avellanas y bellotas. Existía minería de oro, estaño, cobre, plomo y hierro, la metalurgia y una cerámica regional, la cerámica castreña con claros componentes de la orla atlántica. La orfebrería tiene raíces en la Edad del Bronce y fue recibiendo influencias centroeuropeas y mediterráneas. Las alhajas más características son los numerosos torques, los cuales llegan a componer importantes colecciones tipológicas; también son bien conocidos los brazaletes, los pendientes y los anillos. La escultura estaba muy extendida y conoció un especial florecimiento en los territorios meridionales. De entre las armas destacan las espadas cortas y los puñales "de antenas", raros en número por ser hasta la fecha un territorio que no facilita la conservación de los metales en especial el hierro y por desconocerse la naturaleza de los ritos funerarios al punto de que se desconocen entierros o campos de incineración, suele usarse entre los arqueólogos que estudian la prehistoria del noroeste la siguiente cita: "En la edad del bronce la gente moría pero no vivía y en la edad del hierro la gente vivía pero no moría" en referencia a la ausencia de evidencias de asentamientos de la Edad del Bronce en relación con sus numerosos túmulos de incineración conocidos como "mámoas" contrastando con la Edad del Hierro donde se constata la abundancia de asentamientos con la ausencia casi absoluta de cementerios ya sea de inhumación o de cremación, así como la escasez de armas en relación con la proliferación de sitios fortificados, los castros propiamente dichos.
El panteón religioso indígena era numeroso, como revelan las inscripciones en las estelas votivas de época galaico-romana y donde podemos apreciar el proceso de celtización que experimentó la cultura castreña, y donde se complementaban con cultos o ritos relacionados con fuerzas, elementos o manifestaciones de la Naturaleza. Se desconocen los ritos funerarios, ya que no se han encontrado ni enterramientos ni incineraciones.

## Geografía
El mundo castreño no tuvo unos límites territoriales definidos, por lo que es difícil definirlos. Se suele afirmar que esta cultura ocupó toda la Galicia actual, la parte occidental de Asturias hasta el río Navia y el norte de Portugal, entre los ríos Miño y Duero. Las zonas de influencia de los castreños están más discutidas: según algunos autores estas corresponderían a zonas limítrofes de León, Salamanca y Zamora; Asturias hasta el río Sella; y Portugal hasta Coímbra. A pesar de todo, algunos investigadores desmienten de la existencia de esta influencia cultural en estas zonas.

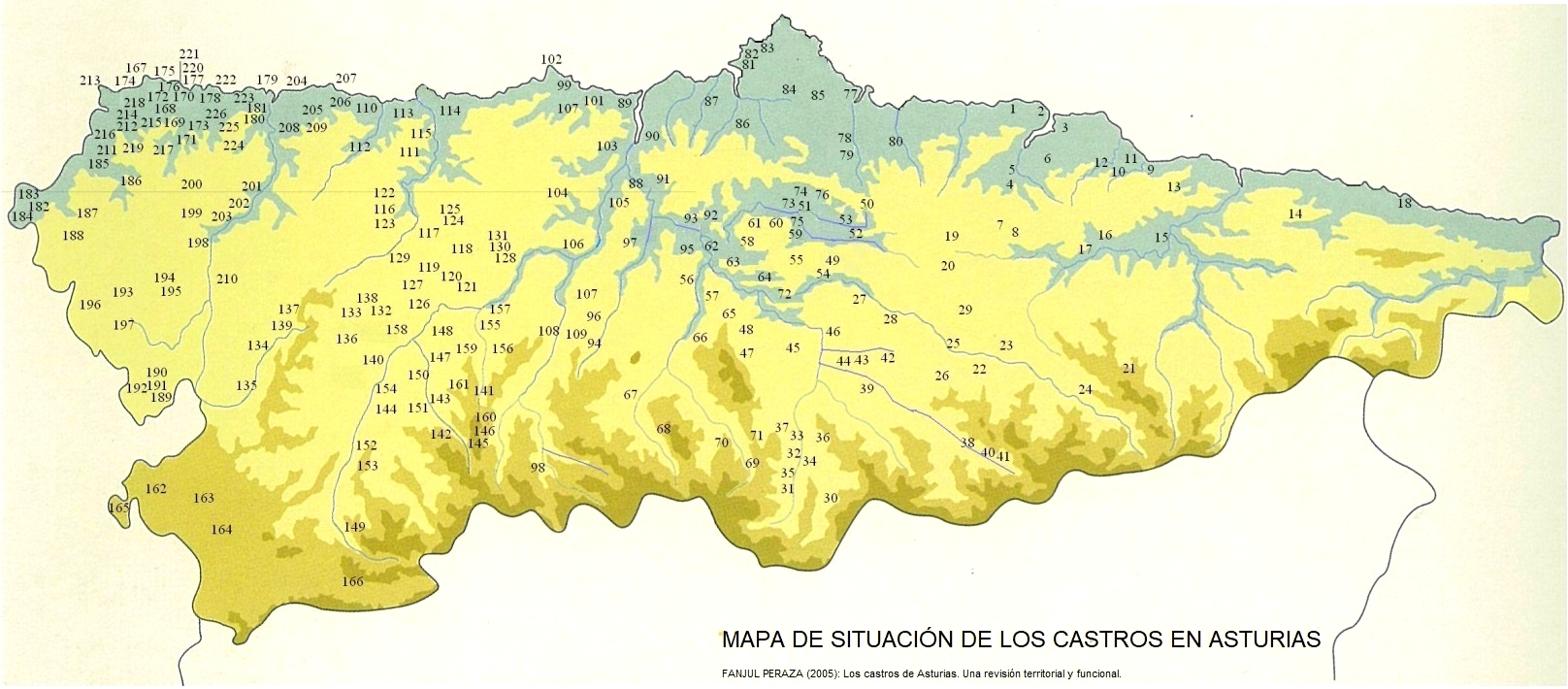
Situación de los castros de la Edad de Hierro en Asturias

## Lengua castreña
A raíz de algunos topónimos y de restos epigráficos que llegaron a nosotros, se considera que en el noroeste de la península se hablaba un tipo de lengua indo-europea similar al lusitano y ástur,  y también una lengua hispano-celta del tipo Q, al igual que las lenguas goidélicas y el celtibérico, denominada actual y temporariamente lengua galaica. Algunos defensores de esta teoría se basan también en estudios que afirman que los celtas británicos descendieron de pescadores del norte de la península.

## Estudios sobre la cultura castreña
El estudio e investigación de esta cultura se viene realizando desde hace más de cien años. El iniciador fue Martins Sarmento a finales del siglo XIX, continuando su labor la Sociedade Martins Sarmento y posteriormente por José Leite de Vasconcelos, el Instituto de Antropologia Mendes Corrêa y la Sociedade Portuguesa de Antropologia e Etnologia, con quienes se establecen las primeras comunicaciones con los arqueólogos gallegos entre los que destacaba Florentino López Cuevillas.